# Guy Feinstein
Pour les articles homonymes, voir Feinstein.
Guy Feinstein, né le 15 février 1929 à Alexandrie en Égypte et mort le 7 février 2008 à Paris, est un peintre français de l'abstraction puis de la figuration narrative.

## Biographie
Guido Feinstein, dit Guy, naît le 15 février 1929 à Alexandrie, dans le royaume d'Égypte,.
Il s'installe à Paris en 1946,. Il y suit pendant un an des cours à la faculté des sciences, puis rejoint l'atelier de Fernand Léger et l'Institut d'art et d'archéologie,.
Il expose, aussi bien en collectif qu'individuellement, des années 1950 à 1980, notamment avec l'École de Paris à la galerie Charpentier.
Il meurt en 2008 dans le 14e arrondissement de Paris.

## Œuvre
Les premiers travaux de Guy Feinstein se concentrent sur l'abstraction,. Il s'inscrit ensuite dans la figuration narrative, avec des recherches autour de la représentation de l'espace et de son environnement dans des natures mortes,.
Certaines de ses œuvres sont conservées au musée cantonal des Beaux-Arts de Lausanne, à la Bibliothèque nationale de France et au centre d'art contemporain de Rehovot.